# 短吻副單棘魨
短吻副單棘魨，又稱短吻副單角魨，為輻鰭魚綱魨形目鱗魨亞目單棘魨科的其中一種，為熱帶海水魚，分布於東印度洋及西太平洋區，從孟加拉灣至斐濟海域，體長可達11.3公分，棲息在沙底質有遮蔽物的水底層水域，生活習性不明。

## 扩展阅读
維基物種上的相關：短吻副單棘魨